# Pontiac Grand Am
O nome Grand Am foi utilizado em dois modelos da Pontiac: primeiro um sedan de porte médio-grande e posteriormente um sedan compacto.

## Galeria
- Primeira geração (1973-1975)
- Segunda geração (1978-1980)
- Terceira geração (1985-1991)
- Quarta geração (1992-1998)
- Quinta geração (1999-2005)